# King’s Nympton
King’s Nympton – wieś i civil parish w Anglii, w Devon, w dystrykcie North Devon. W 2011 civil parish liczyła 403 mieszkańców. King’s Nympton jest wspomniana w Domesday Book (1086) jako Nimetone/Nimetona.